# Рід Сома

Родова емблема Сома — «дев'ять планет»

Рі́д Со́ма (яп. 相馬氏, そうまし, МФА: [soːma ɕi̥]） — самурайський рід в Японії 10 — 19 століть. Нащадок роду Тіба, відгалуження роду Тайра. Початково володів землями в провінції Сімоса на сході Японії. З 12 століття, за службу сьоґуну Мінамото но Йорітомо, отримав володіння на півдні провінції Муцу на північному сході країни, після чого переніс туди свою головну резиденцію. У 17 — 19 століттях володів автономним уділом Сома-хан з центром у Накамурі. Славився традиціями конярства та кавалерією. Один з небагатьох стародавніх японських родів, що вцілів до реставрації Мейдзі.